# John Wellborn Root
John Wellborn Root (Lumpkin, 10 gennaio 1850 – Chicago, 15 gennaio 1891) è stato un architetto statunitense.

## Biografia
Fu per tutta la carriera associato a Daniel Hudson Burnham, con il quale progettò numerosi edifici di Chicago, contribuendo in maniera determinante alla formazione del volto urbano della metropoli. Fu inoltre ispiratore di una generazione di architetti, fra i quali Frank Lloyd Wright. Il Masonic Temple, edificio di ventidue piani progettato dallo studio tra il 1890 e il 1892, era all'epoca l'edificio più alto al mondo.
Morì di polmonite alla giovane età di 41 anni.